# Mnogo vike ni za što (1993.)
Mnogo vike ni za što je britansko-američka romantična komedija iz 1993. koja se temelji na istoimenoj komediji Williama Shakespearea. Djelo je adaptirao redatelj Kenneth Branagh, koji i tumači glavnu ulogu Benedicka. U filmu se također pojavljuju Emma Thompson, Denzel Washington, Keanu Reeves, Michael Keaton, Robert Sean Leonard, Richard Briers i Kate Beckinsale, kojoj je to bio filmski debi.
Film se počeo prikazivati 7. svibnja 1993., zaradivši 22 milijuna u SAD-u, te sveukupno 36 milijuna u svijetu, što ga je učinilo, usprkos tome što nije postigao uspjeh Zeffirellijevog filma Romeo i Julija iz 1968., jednim od financijski najuspješnijih šekspirijanskih filmova ikad. Također se pojavio na filmskom festivalu u Cannesu.

## Radnja
Princ don Pedro (Denzel Washington) i njegovi plemići posjećuju svojeg dobrog prijatelja Leonata (Richard Briers) u Messini nakon što su ugušili pobunu don Johna (Keanu Reeves), prinčevog polubrata. S njima je ženomrzac i dovitljivac Benedick (Kenneth Branagh), nekadašnja ljubav Leonatove jednako oštroumne i prilično vatrene nećakinje Beatrice (Emma Thompson), koja je pak pomalo mizandra. U društvu su i Benedickov pobratim Claudio (Robert Sean Leonard), mladi grof, i don John, koji se naizgled pomirio sa svojim bratom. Claudio je nježno razmišljao o Leonatovoj ljupkoj kćeri Hero (Kate Beckinsale) još prije nego što je otišao u rat. Don Pedro, saznavši o njegovim osjećajima, uredi sastanak na zabavi. Nepokoran i zlih namjera, Don John ih neuspješno pokuša osujetiti. Da skrati vrijeme do vjenčanja, don Pedro odluči također spojiti Beatrice i Benedicka.
Leonato, Claudio i princ odglume razgovor u kojem glasno govore o tome kako je Beatrice zaljubljena u Benedicka, cijelo vrijeme znadući da je Benedick u blizini. Hero i njezina dama Ursula izvedu isti trik s Beatrice, navevši je da misli da je Benedick zaljubljen u nju. Oboje vjeruju u priče koje su čuli o drugome. Međutim, don John i njegovi ljudi su pronašli način da zaustave vjenčanje. Noć prije njega don Johnov sluga Borachio uredi da se zajedno s Heroinom damom Margaret pojavi na prozoru njezine odaje i pokazuje Claudiu taj randevu da pomisli da je Hero Margaret i da je nevjerna. 
Časnik Dogberry (Michael Keaton) postavlja stražu nad bučnom zabavom radi očuvanja mira. Tri nesretna stražara slučajno čuju Borachia koji se hvali Conradu o tome kako su uspješno pokvarili planove za vjenčanje, te ih brzo uhite. Ujutro se Dogberry pojavljuje na Leonatovim vratima da ga pozove na razgovor s osumnjičenima. Nažalost, Leonato se žuri i ne razumije što mu časnik, koji voli koristiti malapropizme, pokušava reći. Koristeći svu tu zbrku, don John neprimjetno napušta imanje.
Na vjenčanju Claudio javno ponizi Hero i odlazi zajedno sa svim gostima, dok Ursula, svećenik, Leonato, Beatrice, njezin otac Antonio i Benedick ostanu. Oni se slože sa svećenikovim planom: on će izjaviti da je Hero, tugujući zbog Claudijevih optužbi, iznenada umrla. Beatrice i Benedick oklijevaju trenutak, a zatim jedno drugome izjavljuju ljubav. Potaknuta ovime, Beatrice zatraži od Benedicka da učini jednu stvar koja će smiriti njezin bijes zbog ovog događaja; moli ga da ubije Claudia. Teška srca pristane da izazove mladića, što učini ubrzo nakon nakon što Leonato i Antonio zatraže zadovoljštinu od njega. Dok se ovo događa, Dogberry i njegovi ljudi ispituju Borachia i Conradea. Usprkos Dogberryjevoj nesposobnosti, otkriva se istina o don Johnovoj spletki.
Nakon Benedickovog izazova bačenom Claudiu, potonji i princ doznaju što se ustvari dogodilo. Obojica su očajna, i Claudio preklinje Leonata da izvrši koju god osvetu želi jer je on dio Heroinog obeščašćenja. Leonato oprašta Claudiu pod uvjetom da javno prizna svoje prijestupe i sljedeće se jutro oženi Heroinom rođakinjom. Na vjenčanju se razotkrije da je nevjesta sama Hero. Zatim izjave jedno drugom iskrenu i vječnu ljubav, kao i Beatrice i Benedick kad im pokažu pismene dokaze (koje su zatražili i napravili Hero i Claudio) pronađene u njihovim džepovima; Benedickov dokaz je ljupki pjesmuljak. Glasno, ali tobož protestirajući, slože se da se vjenčaju, a Benedick se odrekne izazova protiv Claudia i prihvati ga opet kao prijatelja. Nekoliko trenutaka kasnije ulaze sa zarobljenim don Johnom. Na kraju filma cijelo Leonatovo domaćinstvo pleše u dvorištu oko dva sretna para.

## Uloge
- Kenneth Branagh - Benedick
- Emma Thompson - Beatrice
- Robert Sean Leonard - Claudio
- Kate Beckinsale - Hero
- Denzel Washington - Don Pedro
- Keanu Reeves - Don John
- Richard Briers - guverner Leonato
- Michael Keaton - Dogberry
- Gerard Horan - Borachio
- Imelda Staunton - Margaret
- Brian Blessed - Antonio
- Ben Elton - Verges
- Jimmy Yuill - svećenik Francis
- Richard Clifford - Conrade
- Phyllida Law - Ursula
- Patrick Doyle - Balthazar

## Prijem

### Kritike
Kritičari su općenito bili oduševljeni filmom. Film trenutno ima ocjenu 91% na portalu Rotten Tomatoes, s konsenzusom: "Ljubav Kennetha Branagha prema materijalu je zarazna u ovoj raskošnoj adaptaciji".
Roger Ebert je filmu dao tri od četiri zvjezdice i nazvao ga "veselim od početka do kraja". Vincent Canby iz The New York Timesa je pohvalio Branaghovu režiju i nazvao ju "očaravajućom zabavom". Desson Thomson iz The Washington Posta pohvalio je Branaghove rezove u tekstu kao davanje "divnog smisla ovoj besmislici iz davnina" i utvrdio da je "Kenneth Branagh, opet, otpuhao odbojnu akademsku prašinu i pronašao zabavnu retrojezgru za devedesete". Mrežni kritičar James Berardinelli je dao filmu četiri zvjezdice i nazvao ga "draguljem od filma", posebno hvaleći pristupačnost humora, izvedbe i Branaghovu živahnu režiju: "Ovaj film cementira Branaghov status velikog redatelja Shakespeara, i možda filma općenito".
Nasuprot tome, Peter Travers iz Rolling Stonea je napisao negativnu kritiku: pohvalio je neke trenutke kao "energičnu zabavu", ali film je uvjerljivo "presentimentalan".  Većina negativnih kritika se odnosila na izbor nekih glumaca, osobito Keanua Reevesa kao don Johna i Michaela Keatona kao Dogberryja. Za svoju je glumu Reeves bio nominiran za Zlatnu malinu za najgoreg sporednog glumca.
Mnogo vike ni za što se nalazi na broju 11 liste najboljih šekspirijanskih filmova na portalu Rotten Tomatoes.

## Priznanja

### Nagrade
- Evening Standard British Film - najbolja glumica (Emma Thompson)
- London Film Critics' Circle - britanski producent godine (Kenneth Branagh)

### Nominacije
- BAFTA - najbolji dizajn kostima (Phyllis Dalton)
- Filmski festival u Cannesu - Palme d'Or (Kenneth Branagh)
- Zlatni globus za najbolji film – komedija ili mjuzikl (Kenneth Branagh)
- Independent Spirit
  - najbolji film (Kenneth Branagh, Stephen Evans, David Parfitt)
  - najbolja glavna glumica (Emma Thompson)
- Zlatna malina - najgori sporedni glumac (Keanu Reeves)